# Selección de fútbol playa de Senegal
La Selección de fútbol playa de Senegal es el equipo representativo del país en competiciones oficiales, y depende de la Federación Senegalesa de Fútbol, el órgano rector del fútbol en ese país.

## Estadísticas

### Copa Mundial de Fútbol Playa FIFA
| Copa Mundial de Fútbol Playa FIFA | Copa Mundial de Fútbol Playa FIFA | Copa Mundial de Fútbol Playa FIFA | Copa Mundial de Fútbol Playa FIFA | Copa Mundial de Fútbol Playa FIFA | Copa Mundial de Fútbol Playa FIFA | Copa Mundial de Fútbol Playa FIFA | Copa Mundial de Fútbol Playa FIFA |
| Año                               | Ronda                             | J                                 | G                                 | G+                                | P                                 | GF                                | GC                                |
| --------------------------------- | --------------------------------- | --------------------------------- | --------------------------------- | --------------------------------- | --------------------------------- | --------------------------------- | --------------------------------- |
| 2005                              | No participó                      | No participó                      | No participó                      | No participó                      | No participó                      | No participó                      | No participó                      |
| 2006                              | No participó                      | No participó                      | No participó                      | No participó                      | No participó                      | No participó                      | No participó                      |
| 2007                              | Cuartos de final                  | 4                                 | 2                                 | 1                                 | 1                                 | 18                                | 14                                |
| 2008                              | Fase de grupos                    | 3                                 | 1                                 | 1                                 | 1                                 | 16                                | 14                                |
| 2009                              | No clasificó                      | No clasificó                      | No clasificó                      | No clasificó                      | No clasificó                      | No clasificó                      | No clasificó                      |
| 2011                              | Cuartos de final                  | 4                                 | 1                                 | 1                                 | 2                                 | 21                                | 19                                |
| 2013                              | Fase de grupos                    | 3                                 | 1                                 | 0                                 | 2                                 | 11                                | 17                                |
| 2015                              | Fase de grupos                    | 3                                 | 1                                 | 0                                 | 2                                 | 12                                | 13                                |
| 2017                              | Cuartos de final                  | 4                                 | 2                                 | 0                                 | 2                                 | 26                                | 12                                |
| 2019                              | Cuartos de final                  | 4                                 | 2                                 | 0                                 | 2                                 | 19                                | 15                                |
| 2021                              | Cuarto lugar                      | 6                                 | 2                                 | 1                                 | 3                                 | 27                                | 25                                |
| 2023                              | Fase de grupos                    | 3                                 | 1                                 | 0                                 | 2                                 | 13                                | 15                                |
| 2025                              | Cuarto lugar                      | 6                                 | 4                                 | 0                                 | 2                                 | 25                                | 18                                |
| Total                             | 10/13                             | 40                                | 17                                | 4                                 | 19                                | 188                               | 162                               |

### Copa Africana de Naciones de Fútbol Playa
| Copa Africana de Naciones de Fútbol Playa | Copa Africana de Naciones de Fútbol Playa | Copa Africana de Naciones de Fútbol Playa | Copa Africana de Naciones de Fútbol Playa | Copa Africana de Naciones de Fútbol Playa | Copa Africana de Naciones de Fútbol Playa | Copa Africana de Naciones de Fútbol Playa | Copa Africana de Naciones de Fútbol Playa |
| Año                                       | Ronda                                     | J                                         | G                                         | G+                                        | P                                         | GF                                        | GC                                        |
| ----------------------------------------- | ----------------------------------------- | ----------------------------------------- | ----------------------------------------- | ----------------------------------------- | ----------------------------------------- | ----------------------------------------- | ----------------------------------------- |
| 2006                                      | No participó                              | No participó                              | No participó                              | No participó                              | No participó                              | No participó                              | No participó                              |
| 2007                                      | Subcampeón                                | 5                                         | 3                                         | 0                                         | 2                                         | 29                                        | 26                                        |
| 2008                                      | Campeón                                   | 5                                         | 3                                         | 1                                         | 1                                         | 39                                        | 20                                        |
| 2009                                      | Tercer lugar                              | 4                                         | 2                                         | 1                                         | 1                                         | 22                                        | 20                                        |
| 2011                                      | Campeón                                   | 4                                         | 4                                         | 0                                         | 0                                         | 23                                        | 12                                        |
| 2013                                      | Campeón                                   | 5                                         | 5                                         | 0                                         | 0                                         | 34                                        | 17                                        |
| 2015                                      | Subcampeón                                | 5                                         | 1                                         | 1                                         | 3                                         | 17                                        | 15                                        |
| 2016                                      | Campeón                                   | 5                                         | 5                                         | 0                                         | 0                                         | 28                                        | 10                                        |
| 2018                                      | Campeón                                   | 5                                         | 4                                         | 1                                         | 0                                         | 39                                        | 10                                        |
| 2021                                      | Campeón                                   | 4                                         | 4                                         | 0                                         | 0                                         | 15                                        | 5                                         |
| 2022                                      | Campeón                                   | 5                                         | 4                                         | 1                                         | 0                                         | 29                                        | 14                                        |
| 2024                                      | Campeón                                   | 5                                         | 4                                         | 0                                         | 1                                         | 22                                        | 11                                        |
| Total                                     | 11/12                                     | 52                                        | 39                                        | 5                                         | 8                                         | 297                                       | 160                                       |

## Palmarés
- Campeonato Africano de Fútbol Playa: 8

2008, 2011, 2013, 2016, 2018, 2021, 2022, 2024
- Juegos Africanos de Playa: 1

2019
- Copa Lagos de Fútbol Playa: 1

2019